# 德威特 (密蘇里州)
德威特（英語：De Witt）是位於美國密蘇里州卡羅爾縣的城市。

## 人口
根據2020年美國人口普查的數據，德威特的面積為0.62平方千米，皆為陸地。當地共有人口83人，而人口密度為每平方千米134人。